# Villars-Épeney
Pour les articles homonymes, voir Villars.
Villars-Épeney (/vilaʀ ɛpənɛ/) est une commune suisse du canton de Vaud, située dans le district du Jura-Nord vaudois.

## Géographie

### Localisation
La commune se situe à 4,5 km à l'est d'Yverdon, sur une colline qui domine le lac de Neuchâtel.
Le territoire communal comprend une section de la colline du Montéla, entre la vallée de la Broye et le lac de Neuchâtel[réf. souhaitée]. Le village est placé sur le versant nord du Montéla et le plus haut point de la commune est à 548 mètres d'altitude[réf. souhaitée].
La commune de Villars-Épeney s'étend sur 0,86 km2. Lors du relevé de 2013-2018, les surfaces d'habitations et d'infrastructures représentaient 9,3 % de sa superficie, les surfaces agricoles 75,6 %, les surfaces boisées 17,4 % et les surfaces improductives 0,0 %.
Le ruisseau de l'Epena traverse le village[réf. souhaitée].
Les communes voisines de Villars-Épeney sont Cheseaux-Noréaz, Yvonand et Cuarny[réf. souhaitée].

### Transports
La commune est accessible par une petite route au nord en direction d'Yverdon par Cheseaux-Noréaz, à l'est en direction de Cuarny ou Yvonand. Les cars postaux desservent régulièrement la commune par une ligne en direction de Cuarny, Pomy puis Yverdon.

## Toponymie
Le nom de la commune, qui se prononce /vilaʀ ɛpənɛ/, est composé d'un premier élément qui dérive du substantif roman villāre (du bas latin villāris, qui appartient au domaine) et d'un deuxième élément qui correspond au latin spīnētum « fourré d’épines ».
La première occurrence écrite du toponyme date de 1177, sous la forme d'Espiney.
La commune a également porté dans le passé le nom de Villars-Roulier (Velâ-Roulyî en patois vaudois), du nom d'une famille originaire du lieu.

## Population et société

### Surnom
Les habitants de la commune sont surnommés les Chats-Crevés,.

### Démographie

#### Évolution de la population
La commune compte 100 habitants au 31 décembre 2023 pour une densité de population de 116 hab/km2. Sur la période 2010-2023, sa population a augmenté de 28,2 % (canton : 18,6 % ; Suisse : 9,4 %).  

#### Pyramide des âges
En 2023, le taux de personnes de moins de 30 ans s'élève à 32,5 %, au-dessous de la valeur cantonale (34,6 %). Le taux de personnes de plus de 60 ans est quant à lui de 24,8 %, alors qu'il est de 22,5 % au niveau cantonal.
La même année, la commune compte 54 hommes pour 46 femmes, soit un taux de 54 % d'hommes, supérieur à celui du canton (49,1 %).
| Hommes | Classe d’âge | Femmes |
| ------ | ------------ | ------ |
| 0,0    | 90 ans ou +  | 0,0    |
| 7,4    | 75 à 89 ans  | 0,0    |
| 20,4   | 60 à 74 ans  | 21,7   |
| 14,8   | 45 à 59 ans  | 23,9   |
| 18,5   | 30 à 44 ans  | 28,3   |
| 13,0   | 15 à 29 ans  | 13,0   |
| 25,9   | - de 14 ans  | 13,0   |

| Hommes | Classe d’âge | Femmes |
| ------ | ------------ | ------ |
| 0,6    | 90 ans ou +  | 1,4    |
| 6,5    | 75 à 89 ans  | 8,7    |
| 13,5   | 60 à 74 ans  | 14,3   |
| 20,9   | 45 à 59 ans  | 20,9   |
| 22,3   | 30 à 44 ans  | 21,7   |
| 19,6   | 15 à 29 ans  | 17,7   |
| 16,6   | - de 14 ans  | 15,3   |

## Économie
Le village comprend quelques exploitations agricoles. Beaucoup d'actifs sont des travailleurs pendulaires, qui travaillent notamment à Yverdon-les-Bains.